# Mount Gambier (Vulkan)
Mount Gambier ist ein Maar-Komplex in der Newer Volcanics Province nahe der Stadt Mount Gambier in South Australia.

## Beschreibung
Der Komplex besteht aus den vier Maaren Blue Lake, Valley Lake, Leg of Mutton Lake und Browne's Lake. Er ist einer der jüngsten Vulkane Australiens und entstand vor etwa 4.900 Jahren.
Die Entstehung des Mount Gambier wird ebenso wie die des nahe gelegenen Mount Schank auf den East Australia Hotspot zurückgeführt, der heute wahrscheinlich unter dem Meer liegt. Das Gebiet des Mount Gambier ist Teil des von der UNESCO unterstützten Kanawinka-Geoparks.
Von den ursprünglich vier vorhandenen Maarseen existieren heute noch zwei. Der wegen seiner Form benannte Leg of Mutton Lake (Schafsbeinsee) fiel in den 1960ern trocken, genauso wie der Browne's Lake einige Jahre später. Beide Seen waren ziemlich flach, ihre Austrocknung wird auf die Grundwasserabsenkung infolge jahrelanger Trockenlegung zur Sicherung von Weideland in der Umgebung zurückgeführt. 

### Blue Lake
Der Blue Lake wechselt in den wärmeren Monaten seine normalerweise blaugraue Farbe und nimmt eine intensive Blaufärbung an. Der Mechanismus des Farbwechsels war lange Zeit nicht völlig geklärt. Das Phänomen geht auf ein Wechselspiel zwischen der von Algen aufgebauten Trübung des Wassers, der Ausbildung einer warmen Oberflächenschicht und der temperaturabhängigen Ausfällung kleinster Kalziumkarbonatteilchen zurück, welche die blauen Lichtanteile stark reflektieren. Sie reagieren darüber hinaus mit den Huminsäuren der organischen Überreste und tragen so zur Klärung des Seewassers bei.